# Carn cultivada
La carn cultivada (o carn in vitro) és teixit muscular cultivat in vitro de manera separada a l'organisme animal del qual pertany a un bioreactor mitjançant cèl·lules mare.
La producció de carn cultivada ha tingut presència a la ficció.
La història del seu desenvolupament comença amb una investigació finançada per la NASA publicada el 2002. A partir de l'exposició de cara al públic a Londres el 2013 d'una hamburguesa feta amb aquesta tecnologia, guanyà l'atenció de molts mitjans de comunicació.

## Història
Al gener de 1912, Alexis Carrel col·loca un tros de teixit embrionari provinent del cor de un pollastre en un matràs de disseny propi. El fragment de teixit va romandre viu durant 34 anys, gràcies a un subministrament regular de nutrients i l'eliminació dels productes indesitjats. Aquesta soca es va convertir en la soca cel·lular immortal per excel·lència a nivell mundial.
Deu anys més tard, al desembre de 1931, Winston Churchill escriu un assaig anomenat "Fifty Years Hence" on prediu un futur en la carn cultivada: "Escaparem del absurd de cultivar un pollastre sencer per menjar el pit o l'ala, cultivant aquestes parts per separat sota un medi adequat."
Al 1961, Hayflick i Moorhead determinen que les cèl·lules no són immortals, tal com les descrivia Carrel. Postulen que en realitat les cèl·lules tenen una vida útil limitada en el cultiu. El número de vegades que es divideix una cèl·lula (sembla un màxim de 50 vegades) és el que es coneix com el Límit de Hayflick.
Hay i Strehler, al 1967, troben que les cèl·lules de pollastre estan limitades a 25 duplicacions, el que suposa una vida de 2 mesos en un medi de cultiu. Aquesta informació contrasta amb l'experiment del cultiu de 34 anys de Carrel.
Al 1992 després que la NASA realitzés molts experiments sobre la carn cultivada amb l'esperança de trobar una font d'aliment per als viatges espacials, la FDA aprova les tècniques de carn in vitro.
Des del 1999 fins al 2002 la NASA va dur a terme una investigació anomenada "Sistema de producció de proteïnes comestibles in vitro", dirigida per Morris Benjaminson. Els explants de múscul de peix de colors es van aïllar i es van cultivar in vitro. Aquests, es van submergir en oli d'oliva, es van empanar i es van fregir, obtenint així el primer filet de carn de peix cultivada. Un grup d'experts va estar d'acord amb que el filet semblava i olorava com ho faria un de carn convencional, però ningú el va poder tastar perquè la legislació dels Estats Units prohibeix el consum de productes experimentals. Al 1999 Willem van Eelen obté la primera patent de carn cultivada, titulada "Producció industrial de carn mitjançant mètodes de cultiu cel·lular".
Al juny del 1999 es va fer la primera patent sobre la carn cultivada. Va ser patentada per Willem Van Eelen amb el títol de “Industrial Production of Meat Using Cell Culture Methods”.
Al gener del 2000, Oron Catts i Ionat Zurr de l'Escola Medica de Harvard van fer créixer cèl·lules de múscul esquelètic d'ovella i van fabricar un semi-bistec a partir d'elles. Tres anys després van fer el mateix amb carn de granota i van presentar el semi-bistec a una exposició d'art anomenada “Art Biotech” on la carn va ser tastada per voluntaris.
Al desembre de 2004, es va patentar el primer mètode de producció industrial de carn cultivada i es va anomenar “Method for producing tissue engineered meat for consumption”.
Al maig del 2005 es va publicar el primer article revisat sobre la carn cultivada, i va ser la primera vegada que la població es va poder fer una opinió sobre el tema, perquè la premsa li va donar veu.
A l'agost del 2008 va donar lloc la primera conferència internacional sobre la carn cultivada a l'institut de recerca dels aliments a Noruega.
Finalment, a l'agost del 2013 la primera hamburguesa feta de carn cultivada va ser tastada. Va ser fabricada pel laboratori de Mark Post.

## Producció
Actualment hi ha dues tècniques de producció de carn in vitro; la tècnica basada en un “Scaffold” o suport físic i la tècnica d'auto-organització.

### Tècnica de la auto-organització
Per tal que proliferin les cèl·lules musculars, cal partir d'un extracte de múscul esquelètic d'un animal donador i fer-lo créixer en un medi ric en nutrients. Cada tipus de cèl·lula animal prolifera a una diferent velocitat depenent del tipus de cèl·lula, de l'espècie i de la composició del medi.
Per comprovar com varia el creixement cel·lular en funció del medi, l'any 2002, Benjaminson, Gilchriest i Lorenz van fer créixer cèl·lules de múscul esquelètic d'un carpí daurat (Carassius auratus) en diferents medis durant 7 dies i van observar diferències en el creixement. Els resultats en funció del medi van ser: 13.8% amb sèrum boví fetal; 7.1% amb extracte de farina de peix; 4.8% amb extracte de shiitake i 15.6% amb extracte de maitake.
Tot i haver-se observat proliferació cel·lular in vitro, aquesta tècnica es veu limitada per la incapacitat de crear vasos sanguinis, els quals son sempre presents a la carn.
A més a més, aquesta tècnica requereix de donacions de múscul d'animal de manera recurrent.
Aquesta tècnica permet generar estructures càrnies en 3D, com bistecs i mitjanes.

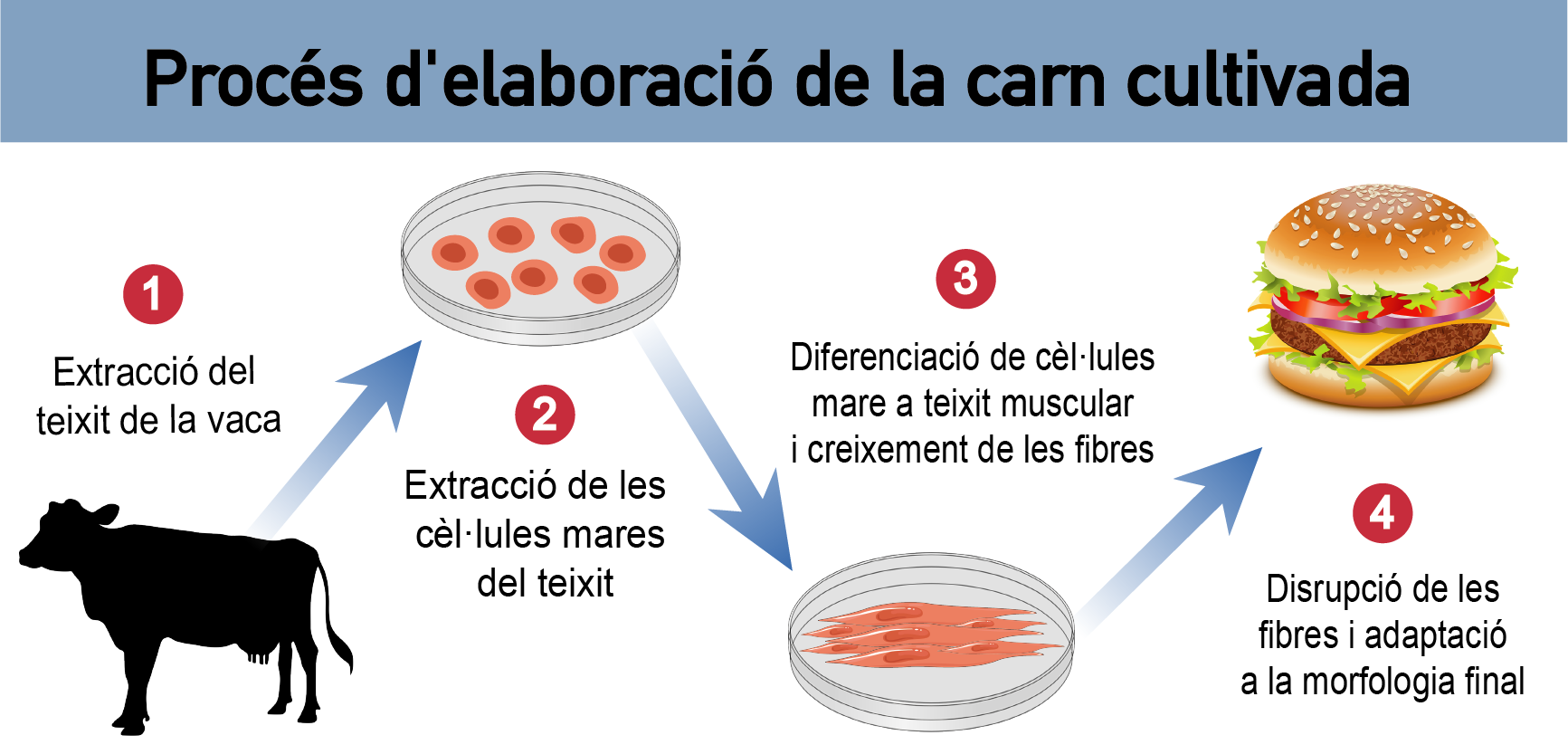
Breu esquema del procés d'elaboració de la carn cultivada.

### Tècnica amb suport físic o “Scaffold”
Es basa en la unió de cèl·lules de cèl·lules mare a un suport contingut dins un bioreactor on proliferaran i pel qual es fa pasar medi de cultiu. Aquesta reacció genera miofibres que poden ser recollides, processades i consumides com a producte carni. El suport pot estar format per qualsevol proteïna o producte artificial comestible, per tal que no sigui necessària la separació de la carn respecte el suport.
Un dels materials més utilitzats per a la construcció del suport és el col·lagen, i pot ser de forma esfèrica o bé en columnes, on el creixement cel·lular es dona entre columna i columna.
Per altra banda, les cèl·lules mare es poden dividir en tres grups:
- Cèl·lules mare embrionàries: Tot i que teòricament son considerades com les que tenen més potencial, ja que son totipotents, també són les que tenen tendència a patir més mutacions. Això el que faria seria limitar la producció de cèl·lules musculars a llarg termini, tenint en compte que encara no ha estat possible immortalitzar una soca d'aquest tipus cel·lular.[18]

- Cèl·lules miosatèl·lits: Són les més usades en la síntesi de carn cultivada. Son un tipus de cèl·lules musculars amb una capacitat regenerativa limitada i son capaces de recapitular el procés de miogènesi amb alta eficiència.

- Cèl·lules mare adultes: Aquestes cèl·lules son multipotents, és a dir, només son capaces de diferenciar-se en alguns tipus cel·lulars en particular. Les més usades són les cèl·lules mare del teixit adipós, tot i que s'ha comprovat que son propenses a patir una transformació maligna.[18]

A diferencia de la tècnica anterior, aquesta no permet generar estructures càrnies en 3D, sinó que només genera productes desestructurats semblants a la carn picada.

## Diferències respecte la carn convencional
Els problemes nutricionals, les malalties alimentàries, les resistències a antibiòtics, l'ús dels recursos animals i les repercussions ambientals del cultiu de bestiar (inclosa la contaminació dels excrements i les seves massives emissions de metà que contribueixen a l'escalfament global) són algunes de les greus conseqüències associades als sistemes convencionals de producció de carn i la societat està començant a expressar la seva creixent preocupació.

### Artificialitat
Actualment les tècniques de generació de carn in vitro no permeten la formació d'estructures complexes, com és el cas d'ossos, tendons, nervis i greix, només permet la proliferació de cèl·lules musculars. Això el que genera és un producte carni desestructurat, amb semblances a la carn picada. Aquestes diferències, sumades a l'origen d'aquesta carn, han causat que una part de la població es mostri reticent davant el consum d'aquest producte.

### Consideracions econòmiques
Segons la FAO (Food and Agriculture Organization of the United Nations) la demanda de carn augmentarà més de dos terceres parts en els propers quaranta anys i els mètodes de producció actual no són sostenibles. En un futur proper, la carn i altres pilars de l'alimentació es convertiran en altres articles de luxe, degut a la demanda creixent de cultius per a la producció càrnia, a menys que es trobi una alternativa.
El sistema de producció de carn in vitro permetrà la reducció de l'ús dels animals i teòricament, una sola granja animal podria ser emprada per a produir els suplement de carn a nivell mundial. Això s'entén si estudiem les cèl·lules que la conformen: si 10 cèl·lules mare es divideixen i diferencien contínuament durant dos mesos, poden donar un rendiment de 50.000 tones mètriques de carn. El cultiu d'aquestes cèl·lules seria ideal per aquest propòsit, ja que tenen una capacitat d'auto-regeneració infinita, així doncs, una sola línea celular seria capaç d'alimentar a tot el planeta.

### Medi ambient
La ramaderia contribueix a l'escalfament global, mitjançant emissions no controlades de metà, un gas d'efecte hivernacle 20 vegades més potent que el diòxid de carboni. L'augment en la demanda càrnia en els propers anys provocarà un augment significatiu dels nivells de metà i altres gasos que ocasionaran pèrdues de biodiversitat.
Segons unes investigacions realitzades a la Universitat d'Oxford, la producció de carn cultivada podria emprar un 99% menys espai que es necessita en l'actualitat. A més a més, apunta a que les emissions de gasos d'efecte hivernacle i altres impactes ambientals per la carn cultivada són considerablement inferiors als de la carn convencional.
Segons alguns investigadors, la producció de carn in vitro podria reduir el 90% de les emissions de gasos de l'efecte hivernacle fins al 90% i reduir l'ús dels recursos terrestres i hídrics emprats per a la ramaderia fins al 80%.

### Salut
A part de la reducció del risc ambiental, la carn cultivada també produirà una reducció del patiment animal. A més a més, com que aquest sistema és in vitro, estarà perfectament controlat i permet que aquesta carn sigui lliure de químics perjudicials, per tant s'evitin moltes de les malalties associades al consum de carn.
Degut a les estrictes normatives de control, com GMP, la incidència de malalties alimentàries es veuria significativament reduïda, ja que la probabilitat que la carn es contamini durant el procés de producció seria significativament més baix.
Tanmateix, els riscos d'exposició a altres perills associats amb la carn convencional com els pesticides, arsènic, dioxines i hormones es veurien reduïdes.

### Consideracions ètiques
Aquesta carn és aclamada per activistes animals i experts, que l'anomenen “carn sense viduïtat”, ja que evita les consideracions morals de la producció de carn estàndard. D'aquesta manera, no cal la mort de l'animal i s'estalvien els dilemes sobre l'ètica d'aquesta pràctica. Aquestes cèl·lules mare s'extreuen per biòpsia les cèl·lules d'un animal donant i es cultiven a un medi amb extracte de fongs, en comptes de en el sèrum animal.
D'aquesta manera, a part de suplir el contingut nutricional i hedonic del consumidor, la carn cultivada té el potencial de reduir el patiment animal i fer el consum animal innecessari.

## Investigació
La carn in vitro, de certa manera, ja s'ha produït en diferents laboratoris de tot el món, ja que investigadors que treballen amb cèl·lules mare han produït trossos de múscul artificial i teixit connectiu amb l'esperança de reparar cors dèbils o per tractar la distròfia muscular. Però són pocs els que han dissenyat teixits expressament per al seu consum. L'any 2000, la NASA va començar a cultivar teixit muscular de carpí daurat com a possible aliments pels astronautes durant viatges espacials llargs. L'any 2003, una iniciativa d'art mèdic dirigida per Harvard Medical School, va créixer teixit de granota per una exhibició d'art en un museu de Nantes, França. Actualment, la majoria d'investigacions de carn cultivada en laboratori se centren en els Països Baixos, on els treballs són finançats pel govern estatal.

### Objectius a curt termini
A causa de la presentació d'una hamburguesa feta a partir de carn cultivada l'any 2013, molta ha estat la incertesa de la població respecte el gust, olor, textura i aspecte de la carn cultivada. Per aquest motiu, moltes investigacions s'estan centrant actualment en millorar aquests aspectes i fer que siguin indistingibles de la carn a la que la població està acostumada.
La recerca quant a millorar el color s'ha centrat en afegir ingredients com el suc de la remolatxa i el safrà.
Per tal de millorar el gust i aproximar-lo al de la carn no cultivada, s'està estudiant d'afegir àcids grassos, greixos i proteïnes a la carn cultivada.
Altres experiments se centren en afegir llevats a la carn cultivada per tal que no perdi humitat i aconseguir que la carn estigui fresca durant més temps.

### Objectius a llarg termini
El consum global de carn serà del doble que el actual per l'any 2050 i aquest consum de carn ve associat a emissions de gasos, i deforestació, així com moltes altres conseqüències de la indústria càrnia. és per aquest motiu que les prediccions apunten a un increment del consum de carn cultivada durant el temps. Científics han determinat que en els propers anys serà possible cultivar 50.000 tones de carn en 2 mesos partint únicament de 10 cèl·lules musculars de porc.

### Reptes
La ciència que es troba darrere del cultiu de carn és una branca de la biotecnologia coneguda com a enginyeria de teixits. La tecnologia està sent utilitzada per produir nous teixits per propòsits mèdics, com el cultiu d'òrgans destinats a trasplantaments. Trobem diversos obstacles, tot i que els principals són l'alt cost de producció i l'escala.

#### Proliferació de cèl·lules musculars
Per produir carn cultivada cal diferenciar les cèl·lules mare en cèl·lules musculars esquelètiques. Aquest procés de diferenciació ha de ser eficient i específic, per evitar que es formin altres tipus de cèl·lules.

#### Medis de cultiu segurs
Les cèl·lules necessiten un medi ric en sals, sucres, aminoàcids i altres suplements. És important que el medi no contingui sèrum, perquè sigui un producte lliure d'animals, però això fa que augmenti el seu preu. Segons l'objectiu dels investigadors, el medi de cultiu ha de tenir uns requisits addicionals:
- Comercials: És important que el medi de cultiu sigui barat de produir. Existeixen productes d'origen vegetal que ofereixen més avantatges respecte al sèrum fetal boví, que no és tan car i que satisfà les preocupacions ètiques d'alguns vegetarians.[22]
- Mediambientals: La producció del medi de cultiu no ha de tenir un efecte negatiu sobre el medi ambient. Per tant, la producció hauria de ser energèticament favorable i amb ingredients procedents de fonts renovables. L'any 2011 es va publicar un estudi de la Universitat d'Oxford sobre l'impacte ambiental de la producció de carn cultivada i que conclou que els requeriments energètics per la producció d'aquesta carn són inferiors comparats amb la carn de vaca, ovella i porc, però superior comparat amb la carn d'aviram.[29]
- Benestar animal: Evitar les fonts animals pel medi de cultiu. Tan sols necessitem les cèl·lules mare inicials, ja que en teoria, una sola línia cel·lular hauria de ser suficient per alimentar tot el món. Però, fins ara no s'ha aconseguit que les cèl·lules tinguin un potencial de autorenovació il·limitat.[28]
- Al·lèrgies: Un medi de cultiu lliure de sèrum i lliure de qualsevol component derivat d'animals seria ideal, però cal tenir en compte el risc que poden suposar els al·lèrgens d'origen vegetal.[30]

#### Bioreactors
Els bioreactors han de simular de forma eficient el treball realitzat pels vasos sanguinis als animals, que subministren els nutrients i oxigen necessari per al seu creixement. El cultiu es realitza en grans bioreactors i sobre microesferes que contenen cèl·lules cultivades i es poden mantenir en suspensió, ja que les cèl·lules musculars esquelètiques requereixen un suport sòlid i una gran superfície per créixer.

#### Acceptació social
L'antinaturalitat de la carn cultivada és una de les grans barreres per l'acceptació de la societat. Als consumidors els preocupa el caràcter artificial de la carn cultivada, menyspreant el seu valor perquè no és carn real.

### Iniciatives
L'abril de 2008 People for the Ethical Treatment of Animals, coneguda per la seva sigla PETA, va anunciar que oferia 1 milió de dòlars al primer equip de científics que pogués desenvolupar un mètode per produir quantitats comercialment viables de carn de pollastre in vitro. El nombre d'un milió correspon al nombre aproximat de pollastres morts cada hora als Estats Units. PETA va anunciar més tard que decidien ampliar el concurs fins al 4 de març de 2014.